# Municipio de Snyder (condado de Blair)
El municipio de Snyder (en inglés: Snyder Township) es un municipio ubicado en el condado de Blair en el estado estadounidense de Pensilvania. En el año 2000 tenía una población de 3.358 habitantes y una densidad poblacional de 28.7 personas por km².

## Geografía
El municipio de Snyder se encuentra ubicado en las coordenadas 40°42′30″N 78°15′59″O / 40.70833, -78.26639.

## Demografía
Según la Oficina del Censo en 2000 los ingresos medios por hogar en la localidad eran de $33,818 y los ingresos medios por familia eran $36,821. Los hombres tenían unos ingresos medios de $33,500 frente a los $21,000 para las mujeres. La renta per cápita para la localidad era de $14,389. Alrededor del 13,6% de la población estaban por debajo del umbral de pobreza.